# 文心雕龍
『文心雕龍』（ぶんしんちょうりゅう、拼音: Wén Xīn Diāo Lóng）は、中国・南朝斉末梁初の劉勰（りゅうきょう）が著した文学理論書。全10巻。

## 概要
5世紀の末、南斉の末期に成立したと推測される。中国文学史上で有数の体系的なおかつ総合的な文学理論の書として評価される。各巻は5篇からなり、全体で50篇から成る構成である。前半の25篇は「原道」（文学原理）以下、33種の各カテゴリーの文学に関して論じており、後半25篇では創作、修辞、文学環境や作者論などの諸問題を論述している。
六朝は中国文学史において、初めて文学が文学として自立した時代であるが、本書はその記念碑的な存在である。しかしながら、単なる文学理論にとどまらず、広く六朝時代の時代層を反映しており、この時代全般を考える上でも重要な書物である。

## 篇名
- 一巻：
原道 - 文学の発生
徴聖 - 経典と文学
宗経 - 経書・五経と文学
正緯 - 緯書の功罪
弁騒（辨騒） - 詩の衰退・楚辞の隆興と文学

- 二巻：
明詩 - 詩の起源と歴史・性質、四言詩、五言詩、雑言詩
楽府 - 楽府の起源と歴史・性質、楽辞（詩）と詩声（歌）
詮賦 - 賊（ふ）の起源と歴史・性質
頌讃 - 頌の起源と歴史、讃の起源と歴史・性質
祝盟 - 祝辞の起源と歴史・性質、盟の起源と歴史・性質
- 三巻：
銘箴 - 銘および箴の起源と歴史・性質、銘と箴の違い
誄碑 - 誄（るい）および碑文の起源と歴史・性質
哀弔 - 哀辞および弔文の起源と歴史・性質
雑文 - 対問・七発・連珠その他雑文
諧讔 - 諧辞および讔（隠）の歴史・性質
- 四巻：
史伝 - 史書の歴史・性質・意義
諸子 - 諸子の起源と歴史
論説 - 論の起源と歴史・性質、説の定義
詔策 - 詔誥（しょうこう）および誥策（こうさく）の起源と歴史・性質、戒勅、教（きょう）、命
檄移 - 檄（げき）文の起源と歴史・性質、移の定義

- 五巻：
封禅 - 封禅文の歴史・性質
章表 - 章および表の起源と歴史・性質
奏啓 - 奏および啓の起源と歴史・性質、奏劾、讜言（とうげん）と封事（ふうじ）
議対 - 議の起源と歴史・性質、対策、射策、駁議
書記 - 書および記の起源と歴史・性質、奏記と奏牋、書や記に属するその他の様式
国民の統治：譜・籍・簿・録
医療や占い：方・術・占・式
法律や兵法：律・令・法・制
朝廷や売買：符・契・券・疏
官僚や政務：関・刺・解・牒
庶民の達志：状・列・辭・諺

- 六巻：
神思 - 文学の心と想像力と努力
体性 - 文体と性格、八体（典雅、遠奥、精約、顕附、繁縟、壮麗、新奇、軽靡）
風骨 - 感情の本源たる「風」と、構成たる「骨」の関係、会得法
通変 - 伝統を重んじる「通」と、それを変革する「変」の重要性
定勢 - 文章の勢いやテンポ、典雅と清麗

- 七巻：
情采 - 感情と、美文のための修辞（采）術
鎔裁 - 鎔裁の三準
聲律 - 音読した際の法則や注意点
章句 - 章と句、助辞（之・而・於・以・乎・哉・矣・也）
麗辞 - ４種の対句表現（言対、事対、反対、正対）
- 八巻：
比興 - 詩文における２つの婉曲表現、比と興
夸飾 - 誇張表現である夸飾（かしょく）の特徴と注意点
事類 - 事実や故事等の引用の歴史や効果と注意点
練字 - 視覚的な観点からの漢字の取捨選択の効果と４原則（詭異を避け、聯邊を省き、重出を權り、単復を調える）
隱秀 - 隱すなわち行間に含まれる含蓄と、秀句すなわち傑作となる文章のこと
- 九巻：
指瑕 - 文章の瑕、すなわち失当、字義曖昧、盗用、誤用などの瑕疵
養氣 - 心身・気力を消耗しないよう、無理をせず年齢や才能相応に精進すること
附會 - 附會すなわち、全体の論理性・一貫性の重要性
總術 - 文・筆・言・伝の関係と、文学に定石は無いが、原理原則はあるとのまとめ。
時序 - 過去から時系列に見た文学の推移（尭・舜・夏・殷・周・春秋・前漢・後漢・魏・晋・宋・斉）

- 十巻：
物色 - 文学における四季・自然・動植物等の描写の効果と注意点
才略 - 過去から時系列に見た歴代の作家・詩人等の才能についての評論
知音 - 文学評論の良し悪しを聴き分ける（知音）の難しさと客観的な６つの評価基準（六観）
程器 - 文学人の人間としての器に対する評論と、文学人の社会的責任。
序志 - 序文。著者による本書著作の動機や構成についての説明。

## 主な版本及び注釈書
- 『広漢魏叢書』本
- 『四部叢刊』本
- 『和刻本漢籍随筆集（16） 文心雕龍 ほか』 長澤規矩也 編、汲古書院, 1990年
- 范文瀾注釈本 （開明書店, 1936年／人民文学出版社, 1958年）
- 中華書局本 （1959年）
- 『王元化著作集1 文心雕龍講疏』 岡村繁主編、汲古書院, 2005年
- The literary mind and the carving of dragons

（Vincent Yu-chung Shih 英訳） （Hong Kong : Chinese University Press, 1983） ISBN 962201271X
- 興膳宏訳注（「文心雕龍　世界古典文学全集25」 筑摩書房、1968年、復刊2005年ほか）- 読み下し・現代語訳を収録、他に陶淵明（一海知義注解）を収録。
- 目加田誠訳注 「中国古典文学大系54　中国芸術論集」 平凡社、1974年、復刊1994年
  - 『目加田誠著作集 第5巻　文心雕龍』（龍渓書舎、1986年）、各現代語訳を収録
- 戸田浩暁訳注 「文心雕龍　新釈漢文大系64・65」 明治書院、1974-78年 - 原文・読み下し・解説・現代語訳
  - 抜粋版「文心雕龍　中国古典新書」 明徳出版社、1972年

## 関連文献
- 戸田浩暁（中国語版）『中国文学論考』汲古書院、1987年。第一編「文心雕龍論」18篇
- 井波律子 『中国的レトリックの伝統』影書房、1987年／講談社学術文庫（抄版）、1996年
第2章に「文心雕龍論―その文学の根本的原理への道程」、著者の初期論考（約40頁）
- 興膳宏 『中国文学理論研究集成 1　新版 中国の文学理論』清文堂出版、2008年 - ※旧版は筑摩書房（1988年）
- 興膳宏 『中国文学理論研究集成 2　中国文学理論の展開』清文堂出版、2008年
- 興膳宏 『中国詩文の美学』創文社 中国学芸叢書、2016年
第1章 「創作技法論の展開―『文心雕龍』から『文鏡秘府論』へ」
- 斯波六郎 『六朝文学への思索』創文社 東洋学叢書、2004年
Ⅱ 「文心雕龍研究　文心雕龍札記　文心雕龍范注補正」
- 門脇廣文 『文心雕龍の研究』創文社 東洋学叢書、2005年 - 日本語文献で、初の詳細な専門書。
　※各・創文社刊は、2022年より講談社「創文社オンデマンド叢書」に移行（電子書籍での再刊）